# Kroppenstedt
Kroppenstedt est une petite ville allemande de l'arrondissement de la Börde, dans le Land de Saxe-Anhalt.

## Géographie
La commune se situe dans la plaine de la Magdeburger Börde, à mi-chemin entre la ville de Magdebourg, capitale du Land, et le massif du Harz.
|           | Oschersleben |                   |
| Gröningen | Kroppenstedt | Westeregeln Egeln |
|           | Selke-Aue    | Hakeborn          |

Kroppenstedt se trouve sur la Bundesstraße 81, à 15 kilomètres au sud-est d'Oschersleben, à 20 kilomètres à l'est de Halberstadt et à 24 kilomètres au nord de Quedlinbourg.

## Histoire

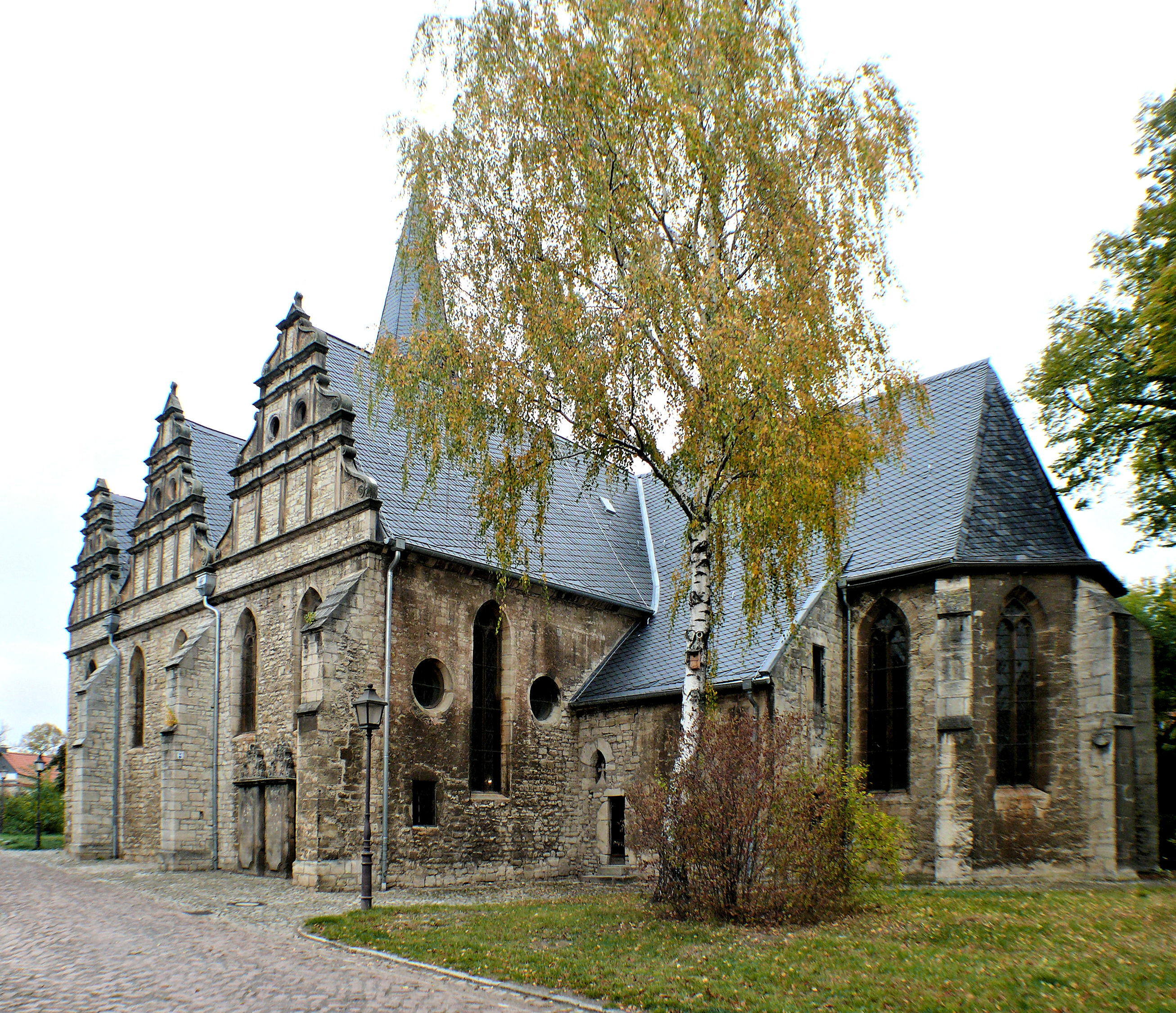
Église Saint-Martin.

Le lieu est mentionné pour la première fois le 25 juin 934, dans un document dans lequel  Henri Ier, roi de Germanie, offre à son confident le comte Siegfried de Mersebourg les domaines de Gröningen, Kroppenstedt et Ammendorf dans le duché de Saxe. Après la mort de Siegfried, trois ans plus tard, ces possessions reviennent à l'abbaye de Corvey en Westphalie, à condition qu'une filiale soit créée à Gröningen.
À partir de 1180, la région appartenait à l'évêché de Halberstadt. Kroppenstedt a reçu les droits de ville en 1253. On aperçoit encore quelques vestiges de l'ancien mur d'enceinte du XIIIe siècle.

## Personnalités liées à la commune
- Ludolf von Kroppenstedt, archevêque de Magdebourg de 1192 à 1205 ;
- Johannes Scharff (1595-1660), théologien luthérien
- Johann Friedrich Dammas (1772-1850), cantor
- George Müller (1805–1898), missionnaire chrétien évangélique